# Taxi (film fra 1998)
 For alternative betydninger, se Taxi (flertydig). (Se også artikler, som begynder med Taxi)
Taxi er en fransk action-komedie film fra 1998 med Samy Naceri i hovedrollen. Den er skrevet af Luc Besson og instrueret af Gérard Pirès.

## Handling
Filmen foregår i Marseille, Frankrig. Den handler om en aspirerende racerkører ved navn Daniel (Naceri), som i første omgang arbejder som pizzabud, men senere skifter job til taxichauffør. Med en Peugeot 406 med kompressormotor undslipper han politiet, mens han hurtigt transporterer sine passagerer til deres destinationer. Endelig bliver han fanget af politiet for en enorm hastighedsoverskridelse, der fører til at han bliver tvunget til at hjælpe Émilien (Diefenthal), en nedadgående politimand, der er på sporet af tyske bankrøvere. Prøver at jonglere med et spirende forhold til sin smukke kæreste Lilly (Cotillard) og et behov for høj hastighed, vælger Daniel at hjælpe Émilien, så han ikke mister sit kørekort og muligvis sit job.

## Kommerciel præstation
Hvad angår kommercielle indtjeninger, er "Taxi"-serien en af de mest succesfulde franske franchise nogensinde, opregning er rapporteret i alt $200 millioner på verdensplan og 23 millioner indtjeninger i Frankrig.

## Nyindspilning
En amerikansk genindspilning også med titlen Taxi blev udgivet i 2004, i hovedrollen set Queen Latifah, Jimmy Fallon og Gisele Bündchen.
Bollywood filmen Dhoom fra 2004, minder i høj grad om Taxi.